# Comités de Defensa de la Revolución (Burkina Faso)
Los Comités de Defensa de la Revolución (en francés: Comités de Défense de la Révolution, CDR) fueron un sistema de células revolucionarias locales, creado en Burkina Faso por el líder marxista-leninista y panafricanista Thomas Sankara, presidente del país desde 1983 hasta su asesinato en 1987. Se establecieron comités en cada lugar de trabajo. Se inspiraron en los Comités de Defensa de la Revolución en Cuba y funcionaron como «órganos de control político y social».

## Historia
Dos décadas después de la descolonización de Francia, la República del Alto Volta había sufrido numerosos regímenes militares y alzamientos (liderados principalmente por el fuerte movimiento sindical). En 1982, el mayor Jean-Baptiste Ouédraogo derrocó al gobierno del coronel Saye Zerbo, instituyendo el gobierno del Consejo de Salvación del Pueblo (CSP). Surgieron luchas en el seno del CSP, entre los moderados y los radicales, liderados estos últimos por el capitán Thomas Sankara, un veterano de guerra que fue nombrado primer ministro en enero de 1983. 
Sankara fue detenido poco después, lo que provocó un golpe de Estado el 4 de agosto de 1983 organizado por el capitán Blaise Compaoré, entre otros. Sankara fue liberado y proclamado presidente, y se formó el Consejo Nacional para la Revolución (CNR) para gobernar el país. En breve comenzó a implementar un programa radical de reforma social, cultural, económica y política, que denominó la Revolución Democrática y Popular (en francés: Révolution démocratique et populaire o RDP). 
Algunas de las políticas emprendidas por el gobierno de Sankara fueron la abolición de los privilegios de los jefes tribales, grandes avances en los derechos de las mujeres, esfuerzos contra el VIH/sida, campañas anticorrupción, una política exterior antiimperialista, la redistribución de tierras de los terratenientes feudales a los campesinos, vacunaciones masivas de niños, una campaña nacional de alfabetización, la promoción de la reforestación, etc. El Alto Volta pasó a llamarse Burkina Faso con el fin de promover una nueva identidad nacional. Para lograr esta transformación radical de la sociedad, ejerció un creciente control del gobierno sobre la nación, y acabó prohibiendo los sindicatos y la prensa independiente. Funcionarios corruptos, «trabajadores perezosos» y presuntos contrarrevolucionarios fueron juzgados públicamente en los Tribunales Populares de la Revolución (en francés: Tribunaux populaires de la Révolution, TPR).
Una de las principales herramientas para implementar la «Revolución Democrática y Popular» fueron los Comités de Defensa de la Revolución. Se formaron en 1983, después de haber sido mencionados en el primer discurso de Sankara después del golpe de Estado: llamó al «pueblo voltaico a formar Comités para la Defensa de la Revolución en todas partes para participar plenamente en la gran lucha patriótica del CNR y evitar que nuestros enemigos aquí y en el extranjero dañen a nuestra gente». Sankara, profundamente inspirado por el Che Guevara y la Revolución cubana, se basó para ello en los Comités de Defensa de la Revolución cubanos, una red de comités vecinales creada por Fidel Castro en 1960 y repartida por toda la isla, que el propio Castro denominó un «sistema de vigilancia revolucionaria colectiva».
Sin embargo, los CDR de Burkina Faso adoptaron un enfoque más amplio: Sankara pretendía que sirvieran como una nueva base de la sociedad, una plataforma para la movilización popular que revolucionaría la vida en Burkina Faso y reestructuraría su espacio social a nivel local. Los Comités de Defensa de la Revolución asumieron este objetivo de reestructurar las funciones básicas de la sociedad al tratar de movilizar a las masas y darles formación política. La tarea de implicar al pueblo en el gobierno también se describió como «la mejor manera de evitar que el ejército tome el poder para sí mismo» y, en este sentido, los CDR estaban dotados de responsabilidades administrativas, económicas y judiciales.
Los Comités para la Defensa de la Revolución también han cosechado duras críticas, siendo acusados de ejercer el matonismo en lugar de la revolución social, o de haberse formado con el fin de intimidar y debilitar a los sindicatos y otros grupos de interés establecidos. El sacerdote católico ugandés Emmanuel Katongole ha escrito que los CDR funcionan como «tentáculos administrativos y grupos de justicieros en lugar de incubadoras o ejemplos de cómo podría ser una nueva sociedad genuinamente transformada».
En Ghana, gobernada por el Consejo Provisional de Defensa Nacional (PNDC), la junta militar liderada por el teniente de vuelo Jerry Rawlings, se constituyeron también grupos denominados Comités para la Defensa de la Revolución el 31 de diciembre de 1984, posiblemente inspirados por la variante burkinesa del nombre. Estos tenían la intención de «actuar como perros guardianes contra la corrupción» y reemplazaron a los anteriores Comités de Defensa de los Pueblos y los Trabajadores. Rawlings, un amigo cercano de Thomas Sankara, acabaría adoptando políticas conservadoras en lugar de radicales de izquierda. 
El 15 de octubre de 1987, Sankara fue asesinado por un grupo de oficiales militares, en un golpe de Estado organizado por su antiguo compañero y amigo, Blaise Compaoré. A pesar de la propagación de la noticia de la muerte del revolucionario, algunos CDR organizaron una resistencia armada al ejército durante varios días. Compaoré, que gobernaría Burkina Faso durante casi tres décadas antes de ser derrocado del poder por el levantamiento de Burkinabé de 2014 (inspirado al menos en parte por Thomas Sankara), se dispuso desde el primer momento a revertir la mayoría de las reformas hechas en el nombre de la Revolución Democrática y Popular. Entre otros cambios, los Comités para la Defensa de la Revolución fueron rápidamente abolidos.